# Thái vương tứ thần ký
Thái vương Tứ thần ký (tiếng Hàn: 태왕사신기/ 太王四神記國 (Thái vương tứ thần ký)/ Tae Wang Sa Sin Gi| tiếng Nhật: たいおうしじんき Taiō Shijinki) là một bộ phim được hãng MBC sản xuất năm 2007. Đây là bộ phim có kinh phí sản xuất lớn nhất trong lịch sử điện ảnh Hàn Quốc với tổng số tiền lên đến 43 triệu US$ tương đương với 43 tỉ won.

## Nội dung
Bộ phim xoay quanh những ân oán tình thù giữa Hwan Woong (con trai của Thiên đế) và Kajin và Seoh. Kajin, Thần nữ bộ tộc Hổ, nàng sở hữu sức mạnh lửa, cùng bộ tộc Hổ tiêu diệt các bộ tộc khác nhằm thống trị Trái Đất. Một ngày kia, Hwan Woong đã quyết định xuống trần, để thiên hạ thái bình Hwan Woong đã đoạt sức mạnh lửa từ Kajin và trao cho Seoh thuộc bộ tộc Gấu, nàng sau này cũng là vợ của Hwan Woong.
Trớ trêu thay trong một lần bị thương Kajin đã được Hwan Woong cứu, vì vậy mà Kajin yêu Hwan Woong. Kajin giết tộc trưởng bộ tộc Hổ để chạy đến với Hwan Woong, nàng lại tận mất chứng kiến Hwan Woong và Seoh bên nhau, vừa bị mất đi sức mạnh và vừa mất tình yêu Kajin đã ra tay sát hại con của Seoh và Hwan Woong.
Vì nỗi đau mất con, Seoh đã không kiểm soát được sức mạnh của trái tim Chu Tước và phóng thích ra Hắc Chu Tước gieo rắc nỗi bất hạnh cho loài người. Ba vị thần Bạch Hổ, Thanh Long và Huyền Vũ đã cố gắng trấn áp sức mạnh của Chu Tước nhưng không thành công. Cuối cùng Hwan Woong phải dùng đến cung tên của mình để thu phục Hắc Chu Tước, cũng có nghĩa là giết chết Seoh. Mối tình éo le giữa Hwan Woong, Kajin và Seoh đã tạo nên sóng gió cho muôn loài. Seoh chết, Hwan Woong rất đau lòng và quyết định cùng ba vị thần trở về thượng giới. Khi ra đi, Hwan Woong để lại lời tiên tri: "Khi vị vua vĩ đại sinh ra, khi ngôi sao Jooshin tỏa sáng sáng trên bầu trời, bốn vị thần sẽ thức tỉnh!".
Hai ngàn năm sau, ngày vị vua của Jooshin chào đời, ba vị thần Thanh Long, Bạch Hổ và Huyền Vũ cùng thức dậy. Kajin và Seoh tái sinh dưới thân phận hai chị em và cùng nắm giữ sức mạnh của lửa. Họ tái sinh để kết thúc mối ân oán kéo dài từ 2000 năm trước.

## Các diễn viên tham gia
- Bae Yong-jun vai Hwang Woong và Dam Deok
- Lee Ji-ah vai Seoh và Sujini
- Moon So-ri vai Kajin và Kiha
- Yoon Tae Young vai Yeon Ho Gae
- Phillip Lee vai Thanh Long
- Oh Kwang Rok vai Huyền Vũ
- Park Sang Myun vai Bạch Hổ